# Belfast City Hall

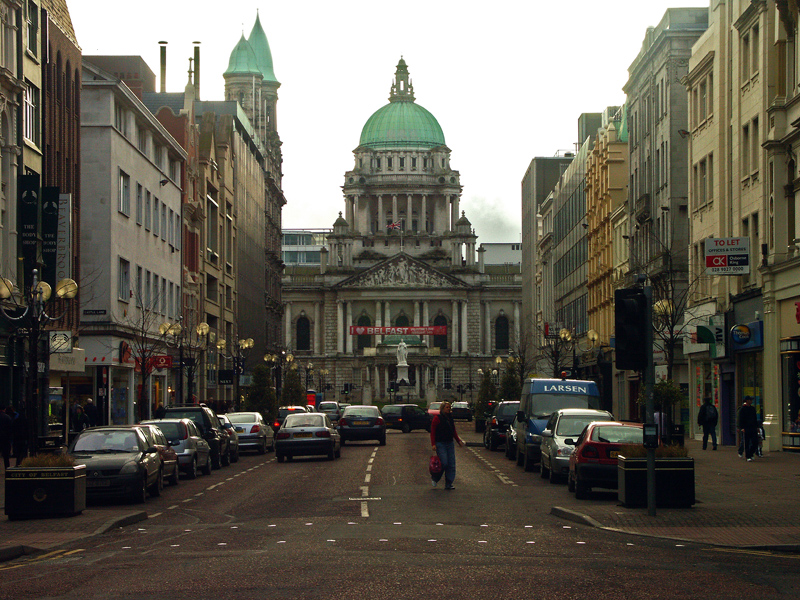
City Hall Belfast und Royal Avenue

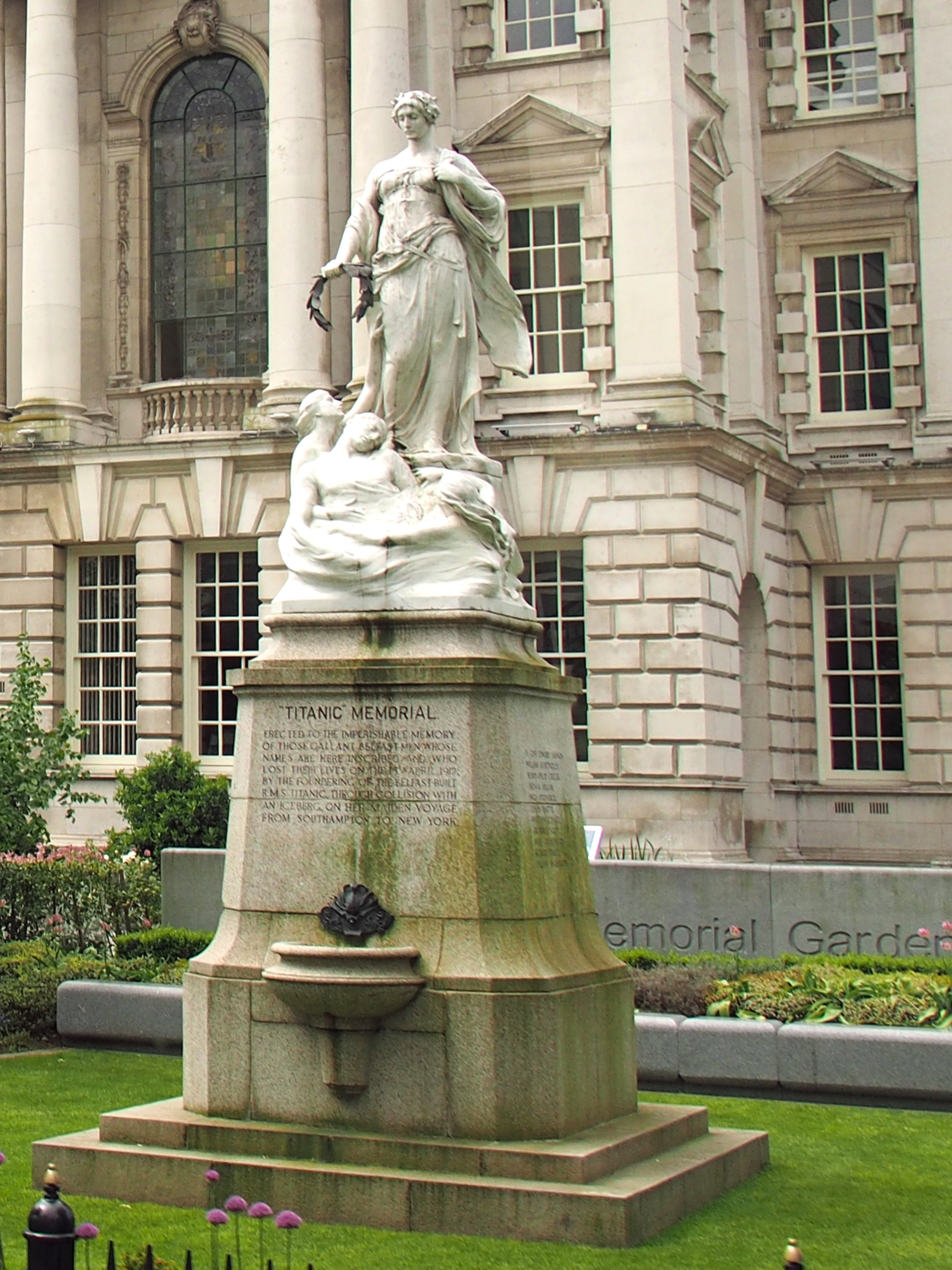
Titanic Memorial bei der City Hall

Die Belfast City Hall (irisch Halla na Cathrach, Béal Feirste) ist das Rathaus und Verwaltungsgebäude des Belfast City Council am Donegall Square in Belfast, Nordirland. Es steht unter Denkmalschutz und wurde als Grade-A-Bauwerk 1975 in die Denkmalliste Nordirlands (Statutory List of Buildings of Special Architectural or Historic Interest) aufgenommen.

## Baubeschreibung und Geschichte
Pläne für den Bau eines Rathauses in der Innenstadt von Belfast wurden erstmals 1888 angefertigt, nachdem Belfast durch Queen Victoria im selben Jahr den Stadtstatus erhalten hatte. Der Baubeginn war im Jahr 1898. Das nach einem Entwurf des Architekten Sir Alfred Brumwell Thomas errichtete Gebäude wurde 1906 zu Baukosten von 369.000 £ fertiggestellt. Der neobarocke Bau im Edwardischen Stil mit 53 Meter hoher zentraler Kuppel ist nach Norden ausgerichtet. Die große Halle und der Ratssaal sind mit Buntglasfenstern geschmückt, auf denen das Wappen von Belfast und Porträts britischer Könige und Königinnen zu sehen sind.
Bei der Eröffnung des Parliament of Northern Ireland in der Belfast City Hall am 7. Juni 1921 machte König Georg V. einen bedeutenden Vorschlag für eine Aussöhnung zwischen Nord und Süd. Die Rede, entworfen von David Lloyd George auf Empfehlungen von Jan Smuts, öffnete die Tür für den formellen Kontakt zwischen der britischen Regierung und der republikanischen Administration unter Éamon de Valera.

## Parkanlage
Umgeben ist das Rathaus von einer großen Parkanlage. Ein Teil des Parks ist für den Belfast Cenotaph reserviert. Das 9,50 Meter hohe Kriegerdenkmal ist von einer gerundeten Säulenreihe umgeben und den Gefallenen des Ersten Weltkrieges von 1914–1918 gewidmet. Im Titanic Memorial Garden erinnert eine Statue an die ertrunkenen Seeleute und Passagiere der Titanic.